# Trupanea simplex
Trupanea simplex är en tvåvingeart som först beskrevs av Malloch 1932.  Trupanea simplex ingår i släktet Trupanea och familjen borrflugor. Inga underarter finns listade i Catalogue of Life.